# Kosovos ambassad i Stockholm
Kosovos ambassad i Stockholm är Republiken Kosovos diplomatiska representation i Sverige.
Ambassaden är belägen på Birger Jarlsgatan 33 på Norrmalm i Stockholm. Ambassadör sedan 2019 är Shkëndije Geci Sherifi. Ambassadens huvudfunktion är att representera Republiken Kosovo i Sverige genom att främja och utveckla de bilaterala förbindelserna på alla områden av gemensamt intresse.

## Fastigheter
Ambassaden är sedan 2009 belägen på Birger Jarlsgatan 33 i Stockholm. Efter Kosovos statsbildning etablerade regeringen ambassaden i samma byggnad som den är belägen i idag.

## Beskickningschefer
| Namn                                                      | Period    | Funktion   | Anmärkning |
| --------------------------------------------------------- | --------- | ---------- | ---------- |
| Lulzim Peci                                               | 2009–2013 | Ambassadör |            |
| Ilir Dugolli Ambassaden upprättades den 10 februari 2009. | 2013–2017 | Ambassadör |            |
| Shkëndije Geci Sherifi                                    | 2019–     | Ambassadör |            |